# San Antonio Village
San Antonio Village is een van de 129 barangays behorende tot Baguio in de provincie Benguet op het Filipijnse eiland Luzon. Ten tijde van de census in 2007 telde deze barangay 1531 inwoners.
Het is gelegen in een bergachtig gebied op een hoogte van 1500 – 1600 meter en heeft daardoor altijd een mild klimaat.

De temperatuur schommelt er tussen 15 – 25 °C.

## Bron
1. ↑  Persbericht van het National Statistics Office met de resultaten van de Census van 2007